# Paul Calle

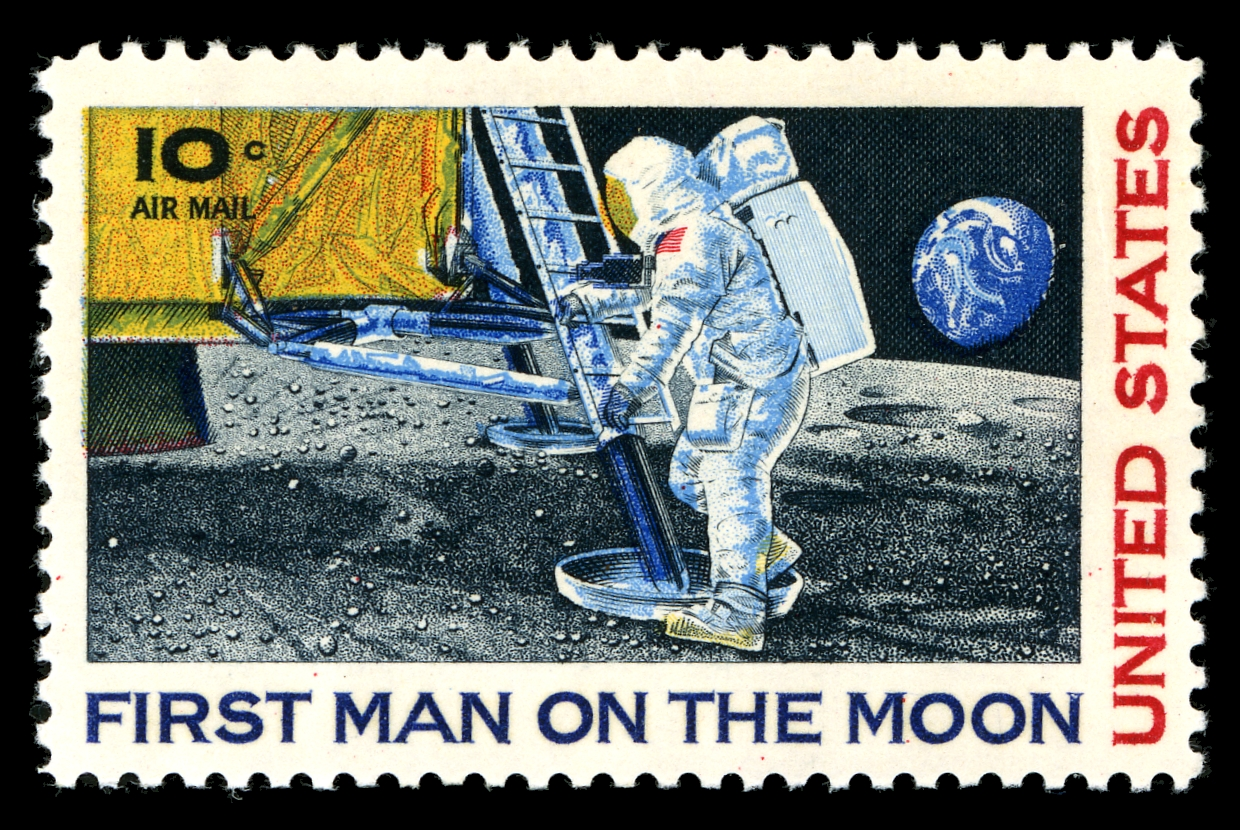

Paul Calle (* 3. März 1928 in Manhattan; † 30. Dezember 2010 in Stamford (Connecticut)) war ein US-amerikanischer Künstler. 
Er erwarb einen Bachelor-Abschluss vom Pratt Institut in Brooklyn und während des Korea-Krieges war er als Illustrator für die US-Army tätig.  
Größere Bekanntheit erlangte er als Briefmarkenkünstler, insbesondere durch die von ihm gestaltete Briefmarke anlässlich der ersten Mondlandung für die US-amerikanische Post. Insgesamt hat er mehr als 40 US-Briefmarken gestaltet.